# Gordana Mitrović
Pour les articles homonymes, voir Mitrović.
Gordana Mitrović, née le 10 septembre 1996 à Attendorn en Allemagne, est une joueuse allemande internationale serbe de handball, évoluant au poste de demi-centre au Nantes Atlantique Handball.

## Carrière
Elle signe son premier contrat professionnel avec le HSG Blomberg-Lippe à l'âge de 17 ans. Après trois saisons, elle rejoint le Thüringer HC où elle remporte le championnat d'Allemagne en 2018.
En octobre 2018, elle s'engage pour deux saisons avec le Nantes Atlantique, en tant que joker médical à la suite de la blessure d'Alexandrina Barbosa.

## Palmarès

### En club
compétitions internationales
- vainqueur de la Ligue européenne (C3) en 2021 (avec le Nantes AHB)

compétitions nationales
- championne d'Allemagne en 2018 (avec Thüringer HC)
- finaliste de la Coupe de France (1) 2021  (avec le Nantes Atlantique Handball)

### En sélection
autres
- finaliste du championnat du monde jeunes en 2014 (avec l'Allemagne)[3]